# Cuando los ángeles duermen
Cuando los ángeles duermen (en italià  Quando gli angeli dormono) és una pel·lícula hispano-italiana dirigida el 1947 per Ricardo Gascón i Ferré amb actors italians i espanyols, com Amedeo Nazzari, Clara Calamai i Maria Eugénia.

## Argument
Història d'un home humil però egoista i ambiciós que marxa a la ciutat i hi fa fortuna, però a costa de destruir tot allò que l'envolta: amors, amistats, etc.

## Repartiment
- Amedeo Nazzari - Blin
- Clara Calamai - Elena
- Maria Eugénia - Bianca
- Silvia Morgan - Susana
- Ana Farra - Paulina
- Mona Tarridas
- Gina Montes - Bárbara
- Camino Garrigó - Braulia
- Pedro Mascaró - Oriol
- Alfonso Estela - Lalio
- Modesto Cid - Bonifacio
- Carlos Agostí - Emilio
- Arturo Cámara - Carmona
- Rafael Luis Calvo - Ventura
- Fernando Sancho - Peral
- Jorge Morales - Víctor
- César Pombo - Hurtado
- Luis Villasiul - Cura Riévana
- Enriqueta Villasiul - Dora
- Félix Dafauce - Chas
- Alberto Vialis

## Premis
Tercera edició de les Medalles del Cercle d'Escriptors Cinematogràfics
| Categoria                | Nominats       | Resultat   |
| ------------------------ | -------------- | ---------- |
| Millor actriu secundària | Camino Garrigó | Guanyadora |